# Inmarsat-5 F4
O Inmarsat-5 F4 é um satélite de comunicação geoestacionário que foi construído pela Boeing Satellite Systems. Ele é operado em pela Inmarsat. O satélite foi baseado na plataforma BSS-702HP e sua expectativa de vida útil é de 15 anos.

## Lançamento
O satélite foi lançado com sucesso ao espaço em 15 de maio de 2017, às 23:20 UTC, por meio de um veículo Falcon 9 Full Thrust a partir da Estação da Força Aérea de Cabo Canaveral, na Flórida, EUA. Ele tinha uma massa de lançamento de 6.070 kg.

## Capacidade
O Inmarsat-5 F4 está equipado com 89 transponders de banda Ka.